# قط كورات

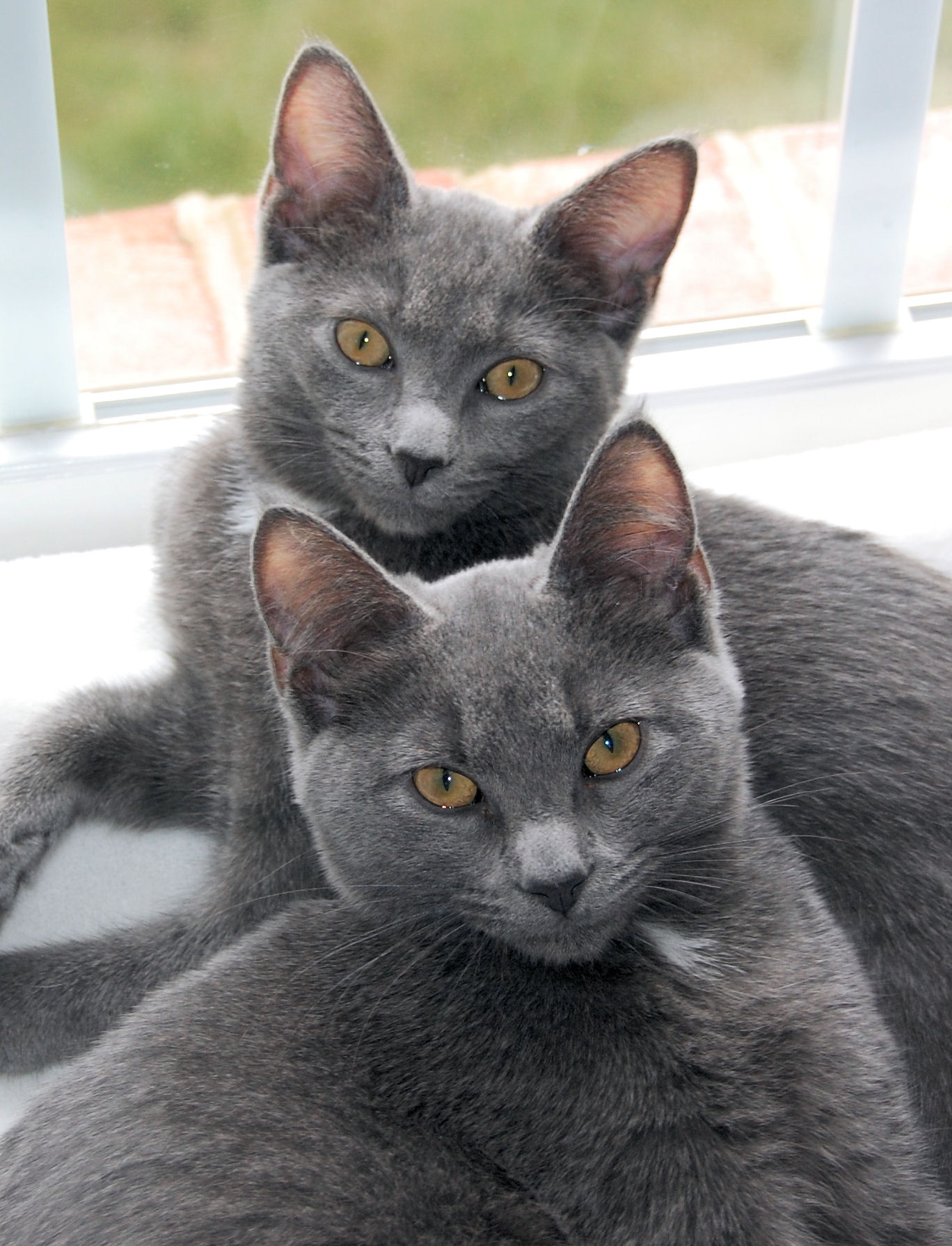

قط كورات أو قط القراط (بالإنجليزية: Korat)‏ (بالتايلندية: มาเลศ) قط تايلاندي المنشأ، صغير الحجم. ويتميز بفرائه ذي اللون الأزرق الفضي، ووجهه الذي على هيئة القلب، وعينيه البارزتين ذوات اللون الأخضر اللامع. ومثل أنواع القطط الأخرى، فجراء قط القراط تكون عيونها زرقاء عند صغرها، ثم يتحول لونها تدريجياً إلى لون مائل للخضرة حول الحدقة قرابة سن البلوغ. وعندما يصل عمر القط بين 2 و4 سنوات تكتسب الأعين لوناً أخضر لامعاً.
وقط القراط له مقدرة فائقة على السمع والإبصار والشم، وهو أليف لطيف يتحرك بحذر، ولا يحب الأصوات الخشنة العالية المفاجئة. وهو ذو طبيعة اجتماعية، يُحب الاختلاط بالقطط الأخرى. وعلى العموم فهو قط نشط، ولكنه لطيف جداً مع الأطفال الصغار.
وفي تايلاند يسمى القراط باسم سي ساوات «Si-Sawat» ، ويعتبر علامة على الفأل الحسن.
وفي عام 1959، استورد أول قطين من هذا النوع، "القطان نارا ودارا"، إلى الولايات المتحدة الأمريكية وبدأ قبول هذه السلالة في المعارض ابتداءً من عام 1966.

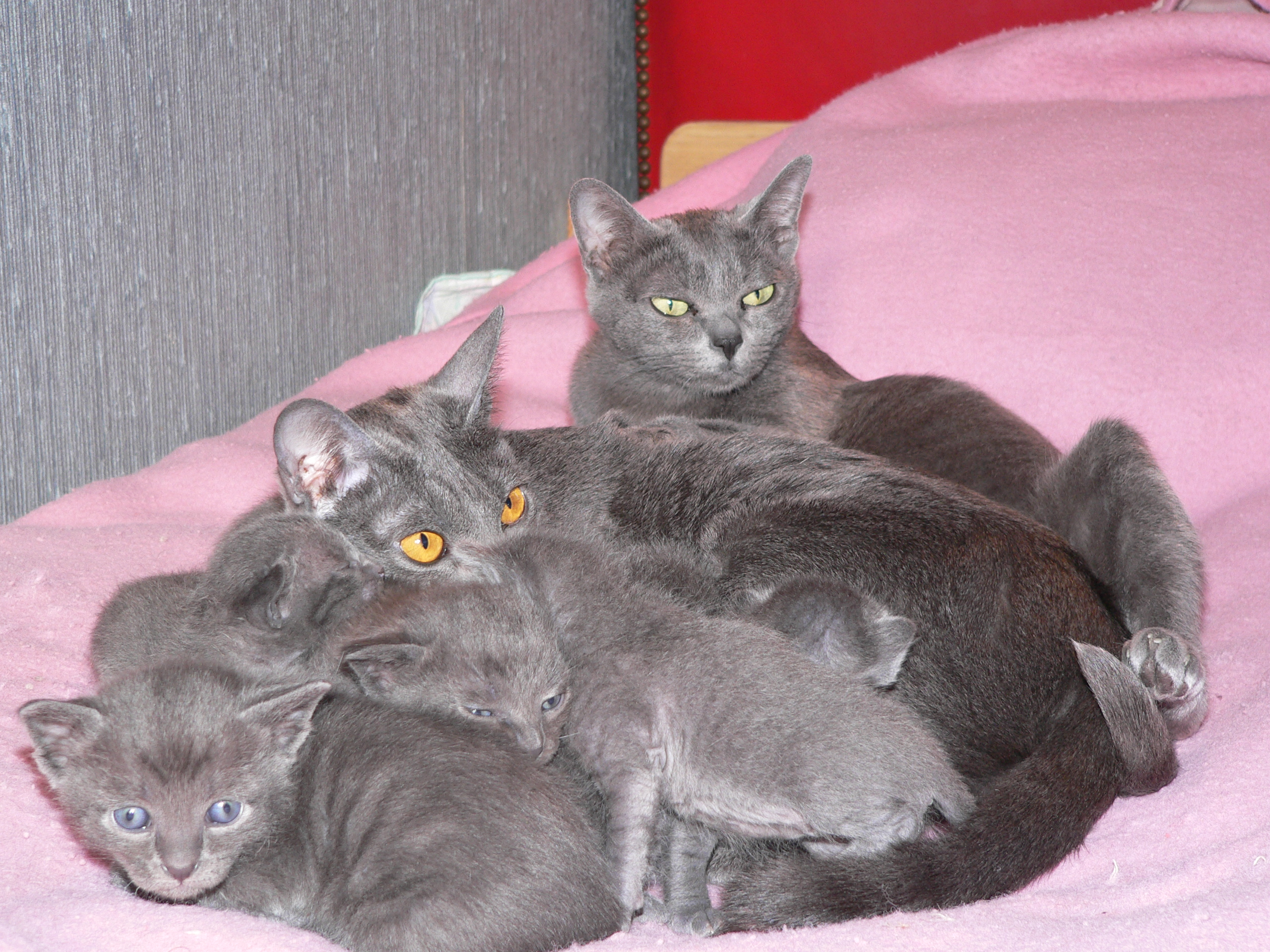

## معرض صور

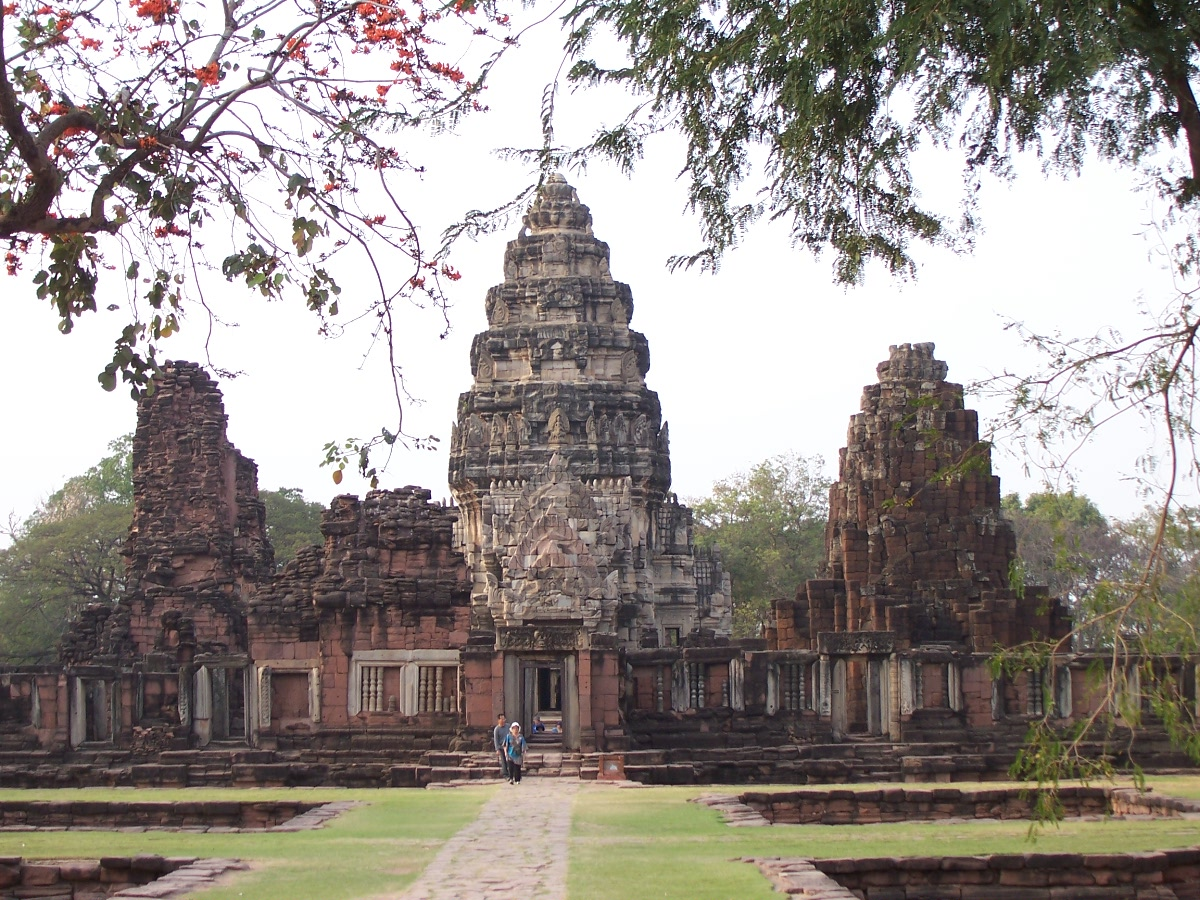
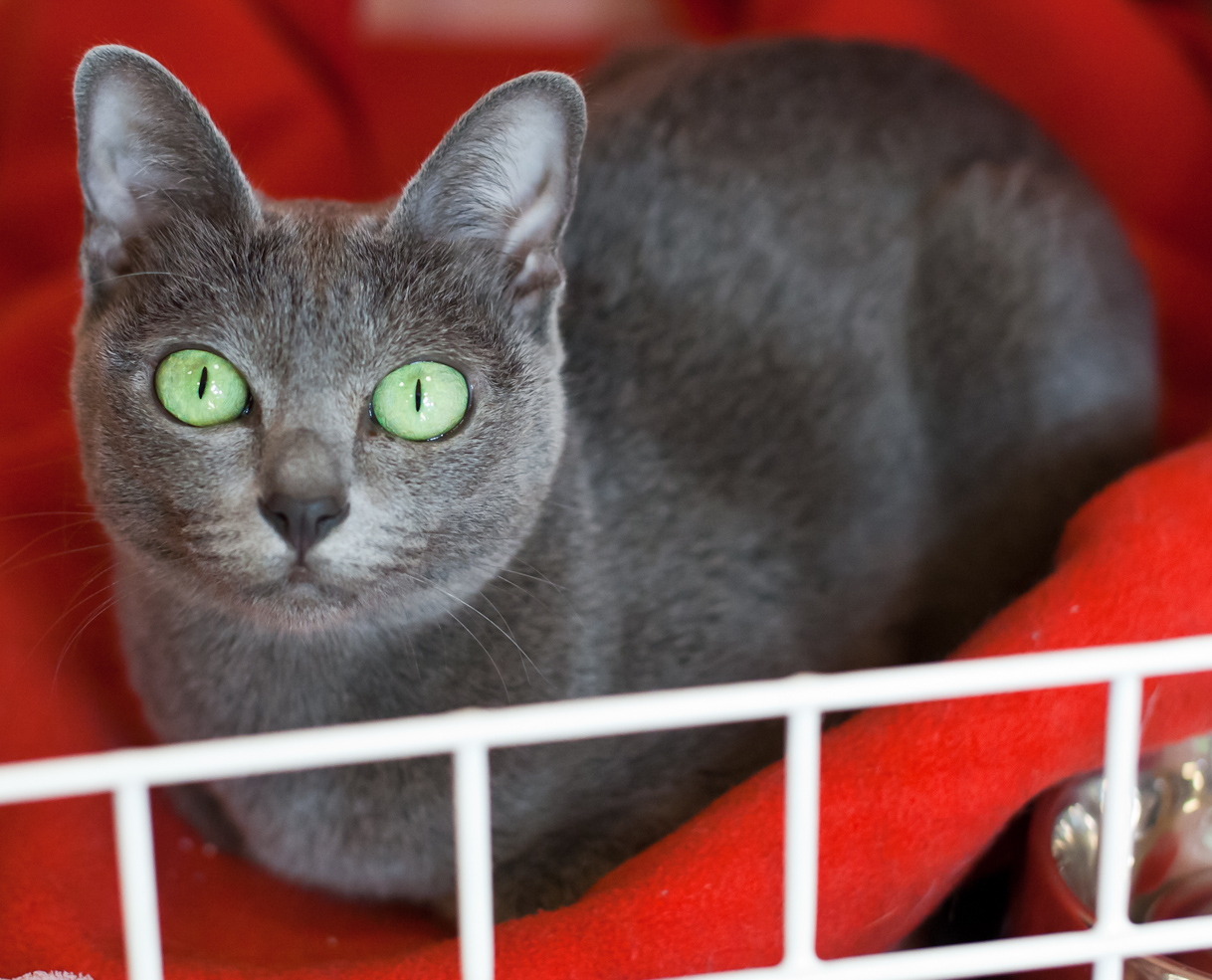
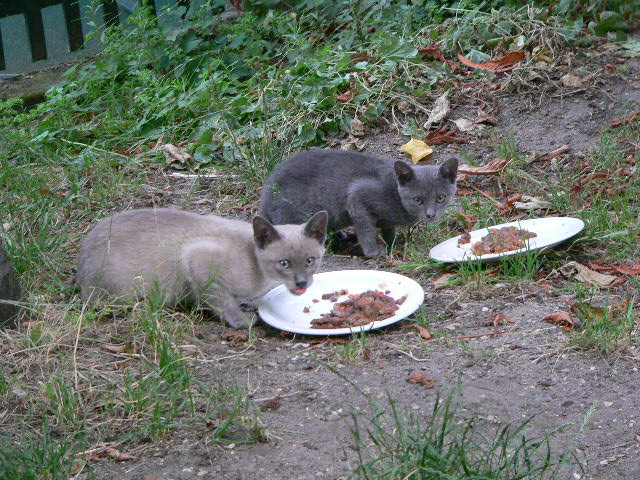
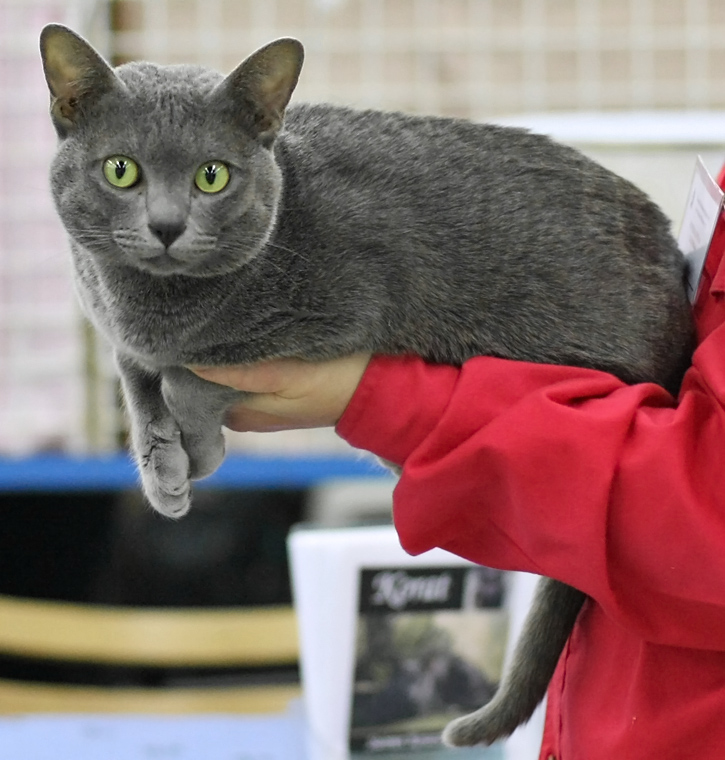
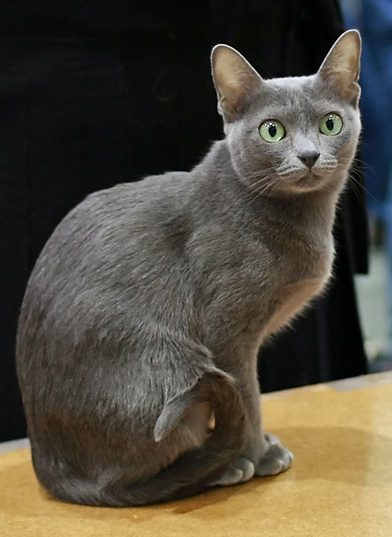